# Михайлов, Василий Владимирович
Михайлов Василий Владимирович (13 октября 1822 — 22 февраля 1883) — русский художник.
Вольноприходящий ученик Императорской Академии художеств. В 18?? году окончил научный курс.
Автор картины «Христос пред Пилатом». Друг Николая Николаевича Толстого — брата Льва Толстого. Прототип художника Михайлова в «Анне Карениной». Первым из художников написал с натуры портрет Л. Н. Толстого.
Жил в Италии, Германии. Выполнял частные заказы, писал портреты. Судьба этих работ не известна. Последние годы жизни работал театральным художником-бутафором.
Умер в бедности. Похоронен на Большеохтинском кладбище, деньги на памятник собирали по списку.